# I cancelli dell'inferno
I cancelli dell'inferno è un romanzo scritto da Clive Cussler e Graham Brown, appartenente alla serie dei NUMA File.

## Trama
Il romanzo inizia nel 1951 quando un aereo da trasporto Lockheed Constellation che sta per decollare dalla pista dell'aeroporto di Santa Maria, nell'arcipelago delle Azzorre, viene fatto segno dell'incursione di agenti del KGB che a tutti i costi vogliono impedirne il decollo. Molti anni dopo un apparente attacco di pirati contro una nave giapponese dà il via ad serie di imprevedibili avventure che vedono coinvolti Kurt Austin e Joe Zavala, membri della NUMA. L'avventura si sposta in Africa dove Djemma Garand, dittatore della Sierra Leone sta costruendo una potentissima arma di distruzione di massa, con la quale intende ricattare le potenze occidentali. Su incarico del direttore della NUMA, Dirk Pitt, Austin e Zavala in una serrata lotta contro il tempo devono fermare la sperimentazione dell'arma, assistiti da Gamay e Paul Trout, due membri della squadra progetti speciali della NUMA.

## Edizioni
- Clive Cussler e Graham Brown, I cancelli dell'inferno, traduzione di Annamaria Raffo, La Gaja scienza, Longanesi, 21 giugno 2012,  p. 414, ISBN 9788830432994.

- Clive Cussler e Graham Brown, I cancelli dell'inferno, traduzione di Annamaria Raffo, Teadue, TEA, 2013,  p. 406, ISBN 9788850232970.

- Clive Cussler e Graham Brown, I cancelli dell'inferno, traduzione di Annamaria Raffo, Tea più, TEA, 18 ottobre 2018,  p. 406, ISBN 9788850251704.